# 小木博明
小木 博明（おぎ ひろあき、1971年〈昭和46年〉8月16日 - ）は、日本のお笑いタレント。おぎやはぎのボケ担当。相方は矢作兼。愛称は小木くん、センス小木、オギーブンである。ただしバナナマンやアンジャッシュなど一部の年下の芸人からは先輩後輩かかわらず「小木さん」と呼ばれている。プロダクション人力舎所属。

## 略歴
東京都板橋区出身。実家は歯医者で、兄2人も医師。
板橋区立上板橋小学校、板橋区立上板橋第一中学校、東京都立北野高等学校（現・東京都立板橋有徳高等学校）卒業後、オリエンタルランドに入社した。入社当時建設予定の東京ディズニーシーの幹部候補生であり、テーマパークのマネージャー職を行ったが、ディズニーシーの完成が遅れたことに痺れを切らして退社。退社後、旅行会社に転職。約1年間ハワイに滞在し、VIPの旅行手配を行っていたが、バブルがはじけた影響で会社が倒産。帰国後はタワーレコードに就職し、アメリカ本社への商品の手配などを担当していたところ、高校時代からの友人・矢作に誘われ、1995年におぎやはぎを結成。
2006年10月10日に元歌手の森山奈歩と6年間の交際を経て結婚・入籍。よって森山良子は義母、森山直太朗は義弟、かまやつひろし、TAROかまやつ、ティーブ・釜萢らは姻戚関係にあたる。
2008年に自身初出演となる映画『ピューと吹く!ジャガーTHE MOVIE』に出演。
2011年1月4日放送、『IPPONグランプリ 2011開幕戦』（フジテレビ）にて初出場ながら優勝。
2020年8月14日（13日深夜）放送の『木曜JUNK おぎやはぎのメガネびいき』（TBSラジオ）において初期（ステージ1）の腎細胞がんであることを発表。同17日より入院、治療に専念することを明らかにした。その後、手術は無事に成功し、2020年9月に仕事復帰した。

## 人物
身長178cm、体重78kg。血液型はB型。
2013年の愛車はランドローバー・レンジローバーイヴォークとラーダ・ニーヴァ、アルファロメオ・ジュリア（段付きのGT1300ジュニア）だった。2014年にはアウディ・クワトロ、2015年にはメルセデス・ベンツ・250となっている。元々カーマニアであり、過去には10台以上の車を乗り継いでいる。
父親は福井県にいた頃は「小木清（こぎきよし）」だったが、上京に伴い、こっそりと「小木是清（おぎこれきよ）」に改名したといい、法的にも認められているという。
独身時代は妻と2人だけで同棲していたが、結婚してからずっと妻の母親（森山良子）と同居している。しばらくは義弟の森山直太朗も同居していたが、小木が直太朗の部屋を使う事になったため、直太朗は一人暮らしを始めた。
2016年に新居を建てたが、二世帯住宅で義母と同居している。
若手の頃は、坊主頭だった。相方の矢作も坊主頭の時期があり、バナナマンの設楽統からは「そんな奴らがコントで笑わそうとしてるなんて無理でしょ！」と言われている。また、設楽によるとバイトで油紙に包まれた何かを配達しており「ピストルの運び屋をやっていた」と言われていたが、実際は今で言うUberのようなバイトだった。
酒はかなり弱く、そのため普段はあまり飲まない。反面、かつては喫煙者であったが、2020年に腎細胞がんを患ってからは、タバコを吸ってない。
下積み時代に『行列のできる法律相談所』の再現VTRに、出演したことがある。その時の映像は2006年の『24時間テレビ「愛は地球を救う」』内の深夜コーナーで放送されており、本人が2021年4月25日に『行列』に出演時に明かしている。
浮所飛貴の大ファンである。娘と行ったaespaのコンサートでウィンターのファンになる。
自ら生放送には不向きと言うほど自己中心、非常識な所を自覚しており、レギュラーラジオである『おぎやはぎのメガネびいき』（2024年5月2日放送分）では「俺が他人を傷つけても、自分が傷つけられるのは我慢ならない」と発言する程。また自分の欲望に忠実で、女性と仲良くなりたいことや旅行に行きたい事をトークするたびに、矢作から度々「身体目当て」や「地方で浮気したいだけ」と呆れられている。

## 出演

### テレビレギュラー
- MUSIC ENGINE 「おぎやはぎ小木の37歳で楽器始めてみました!」（2008年10月2日 - 終了時期不詳、大人の音楽専門TV◆ミュージック・エア）
- 悪魔の契約にサイン（2008年10月29日 - 2009年2月18日、TBS）
- タモリ倶楽部（テレビ朝日） - 不定期出演
- AKB48 ネ申テレビ シーズン4 - （2010年7月4日 -  9月12日、ファミリー劇場）
- ブラっと嫉妬（2011年7月7日 - 9月29日、関西テレビ）
- おぎやはぎ小木のナツハチ党!〜80'sの愛し方〜（2011年12月10日、ファミリー劇場）
- マッコイ 小木の￥道中 もっでっぞ山形（2013年7月15日 - 9月30日、さくらんぼテレビ）
- キニナルーム（2014年9月6日・12月20日、Dlife）[8]
- ちょっとザワつくイメージ調査 もしかしてズレてる?（2017年1月23日 - 12月25日、関西テレビ）
- Peel the Appleの＃ぴるあぽ拡散希望（2023年3月13日 - 4月18日、日本テレビ） - MC
- DayDay.（2024年4月 - 、日本テレビ） - 金曜レギュラー
- オフ・ザ・ピッチ（2024年9月 - 、日本テレビ） - MC

### 不定期出演
- VS嵐　(フジテレビ)
  - 2015年7月23日 嵐チームプラスワンゲスト
  - 2017年3月16日 嵐チームプラスワンゲスト
  - 2017年5月4日 児嶋軍団
  - 2018年4月12日 VS嵐常連軍団
  - 2018年10月4日 嵐チームプラスワンゲスト

### テレビドラマ
- 電車男（2005年7月 - 9月、フジテレビ） - レストランの入り口に立つ店員 役
- 名古屋嫁入り物語（東海テレビ・フジテレビ）
- うぬぼれ刑事 第5話「甘党」（2010年8月6日、TBS） - 前原陽平 役
- 雨天中止ナイン（2014年5月12日 - 6月2日、テレビ東京） - オギ 役[9]
- コック警部の晩餐会 第1話（2016年10月20日、TBS） - 田口久 役[10]
- G線上のあなたと私（2019年10月15日 - 12月17日、TBS）- 北河弘章 役
- 癒やしのお隣さんには秘密がある（2023年7月8日 - 9月30日、日本テレビ） - 蓬田満男 役[11]

### 映画
- ピューと吹く!ジャガーTHE MOVIE（2008年） - ハマー 役
- 前田建設ファンタジー営業部（2020年） - アサガワ 役

### 配信アニメ
- 泣きたい私は猫をかぶる（2020年） - 楠木先生 役[12]

### 舞台
- 尋常人間ZERO（2008年3月28日 - 30日）

### その他
- 『みんなのケイバ』→『みんなのKEIBA』（フジテレビ）を不定期に二重音声化して、副音声チャンネルにおいて実況を行うことがある[注 1]。
  - 第44回新潟記念（2008年8月31日）
  - 第50回アメリカジョッキークラブカップ（2009年1月25日）
  - 第46回新潟記念（2010年8月29日）
  - 第57回オールカマー（2012年9月23日）
- 炎の体育会TV （TBSテレビ）[13]
- 出川哲朗の充電させてもらえませんか?（テレビ東京）
- ザ・マスクド・シンガー #5・#6（2021年、Amazonプライム・ビデオ） - パネリスト